# Мюриъл Гардинър
Мюриъл Морис Гардинер Бътингер (на английски: Muriel Morris Gardiner Buttinger) е американски психоаналитик и психиатър.

## Биография
Родена е на 23 ноември 1901 година в Чикаго, САЩ. Завършва колежа Уеслиън през 1922 и пътува из Европа до избухването на Втората световна война. Започва да посещава Оксфордския университет, а през 1926 г. отива във Виена, където се надява да учи психоанализа и да бъде анализирана от Зигмунд Фройд.
Тя получава медицинска степен от Виенския университет и се омъжва за Джоузеф Бътингер, лидер на австрийското революционно социалистическо движение. През 1934 г. тя се включва в антифашистки дейности, използвайки кодовото име Мери. Гардинър притежава фалшив паспорт и пари и предлага дома си като убежище за дисиденти, дейности, които тя описва в своите мемоари „Кодово име Мери: Мемоари на американска жена в австрийското подземие“ (1983).
Умира на 6 февруари 1985 година в Принстън на 83-годишна възраст.